# Персона нон грата
Персо́на нон гра́та (лат. persona non grata — «нежела́тельная персо́на», «нежела́тельное лицо́») — дипломатический термин, означающий иностранное лицо, которому властями принимающего государства или союза государств отказано в одобрении (агремане), а также дипломатический представитель, которого правительство государства или союза государств пребывания объявило нежелательным.
При этом власти принимающего государства, согласно Венской конвенции о дипломатических сношениях 1961 года, не обязаны объяснять причины, по которым дипломат объявляется персоной нон грата. Данное определение является наиболее серьёзной формой порицания, которая может применяться к иностранным дипломатам, которые защищены дипломатическим иммунитетом от ареста и других видов судебного преследования. Также в дипломатии может применяться противоположный по смыслу термин персо́на гра́та (лат. persona grata — букв. «желанная персона»).

## Возникновение и использование термина
Последнее слово «лат. grata» данных выражений образовано от лат. gratia, gratiae — «привлекательность, приятность»; и буквальный перевод этих выражений соответственно: «лицо неприятное» и «лицо приятное».
Венская конвенция о дипломатических сношениях (1961 года) в 9 статье указывает, что принимающее государство может «в любое время и без необходимости объяснения причины» объявить любого члена дипломатического корпуса «персоной нон грата», даже до того, как этот человек прибыл в страну. Обычно лицо, объявленное «персоной нон грата», должно покинуть страну, в противном случае государство «может отказаться признавать это лицо членом дипломатической миссии».
Дипломатический иммунитет защищает персонал дипмиссий от гражданского или уголовного преследования. Вне зависимости от ранга они обязаны уважать законы принимающего государства согласно статьям 41 и 42 Венской конвенции. Объявление лица «персоной нон грата» может использоваться при подозрении его в шпионаже («деятельности, несовместимой со статусом») или как символ выражения недовольства.

## Примеры списков
- Американский список Магнитского Архивная копия от 20 августа 2013 на Wayback Machine, часть списка засекречена[4].
- Российский список Гуантанамо Архивная копия от 6 августа 2013 на Wayback Machine, часть списка засекречена[4]
- Азербайджанский список

## Культурное влияние
В недипломатическом использовании упоминание кого-то как персоны нон грата означает, что человек подвергается остракизму. Данный статус не имеет правовых последствий и означает лишь то, что человека будут избегать и исключать из круга общения.

### Кино и телевидение
«Персона нон грата» — документальный фильм режиссёра Оливера Стоуна (2003), в котором рассказывается о конфликтах между израильтянами и палестинцами. В него входят интервью с Эхудом Бараком (премьер-министром Израиля), с Ясиром Арафатом (президентом Палестинской национальной администрации) и несколькими палестинскими боевиками.
Есть также фильм Кшиштофа Занусси под названием «Персона нон грата». Фильм рассказывает историю польского дипломата, который вместе со своим другом участвует в политических интригах в рамках холодной войны.